# Folkeafstemning om valg af hovedstad i Nunavut, 1995
Der blev den 11. december 1995 afholdt i folkeafstemning i det senere Nunavut, som skulle afklare hvilken by, der skulle fungere som det kommende territoriums hovedstad. Valget stod mellem Iqaluit eller Rankin Inlet, hvor Iqaluit blev valgt med 60% af stemmerne.

## Resultater
| Valg                                                                  | Stemmer | %     |
| --------------------------------------------------------------------- | ------- | ----- |
| Iqaluit                                                               | 5.869   | 60,23 |
| Rankin Inlet                                                          | 3.876   | 39,77 |
| Ugyldige/blanke stemmer                                               | 88      | -     |
| Total                                                                 | 9.833   | 100   |
| Stemmeprocent                                                         |         | 79,00 |
| Kilde: Direct Democracy Arkiveret 3. februar 2014 hos Wayback Machine |         |       |